# 3193 Elliot
3193 Elliot је астероид главног астероидног појаса чија средња удаљеност од Сунца износи 2,296 астрономских јединица (АЈ).
Апсолутна магнитуда астероида је 13,4.